# 老君 (马来世界)

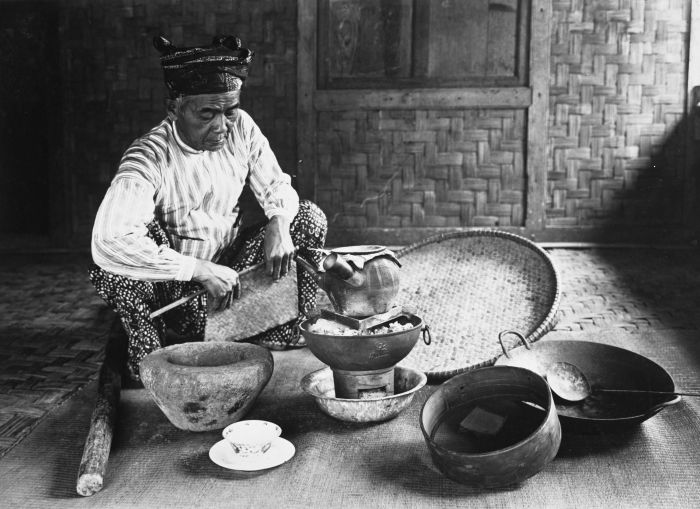
一个正在准备草药的老君（荷屬東印度，1910年-1940年）

老君本指印度尼西亚和马来西亚的一类土医或巫医，马、新与印尼的闽南方言（包括潮州话）中借用了这一词汇，成为“医生”的代名词。在马来世界里，他们的社会角色为传统的治疗师、灵媒、习俗和传统专家，有时也是巫师和术士。
老君也是爪哇岛土著信仰体系的代表。在浅薄的伊斯兰教实践下，非常强烈和古老的泛灵论和祖先崇拜信仰贯穿了马来世界的人民。虽然现代医学与复兴主义的伊斯兰教和基督教一起削弱了老君的权威，但即使在最正统的、以穆斯林为主导的地区，他们仍然是马来社会里受到高度崇敬甚至带有几分忌惮的人物。在殖民时期之前，老君与印度教祭司、佛教僧侣一同享有免税的待遇。
许多杰出的受过良好教育的印尼人、马来西亚人和新加坡人，其中不乏获得博士和硕士学位的人都会向老君请教。如印尼前总统蘇卡諾、蘇哈托和梅加瓦蒂·苏加诺普特丽、哈孟库布沃诺九世和哈孟库布沃诺十世等著名人士。